# St. Leonhard (Leonhardspfunzen)

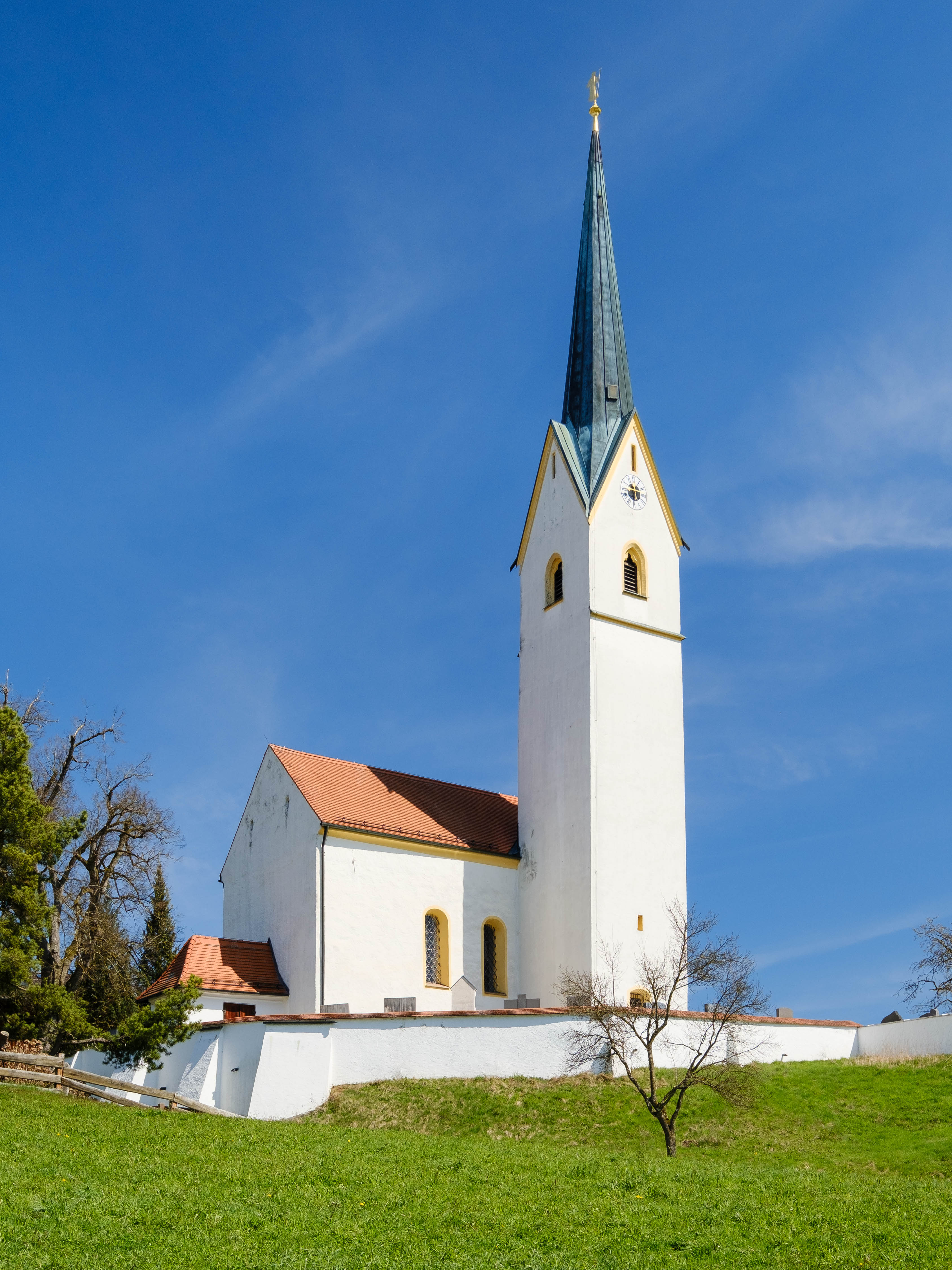
St. Leonhard in Leonhardspfunzen

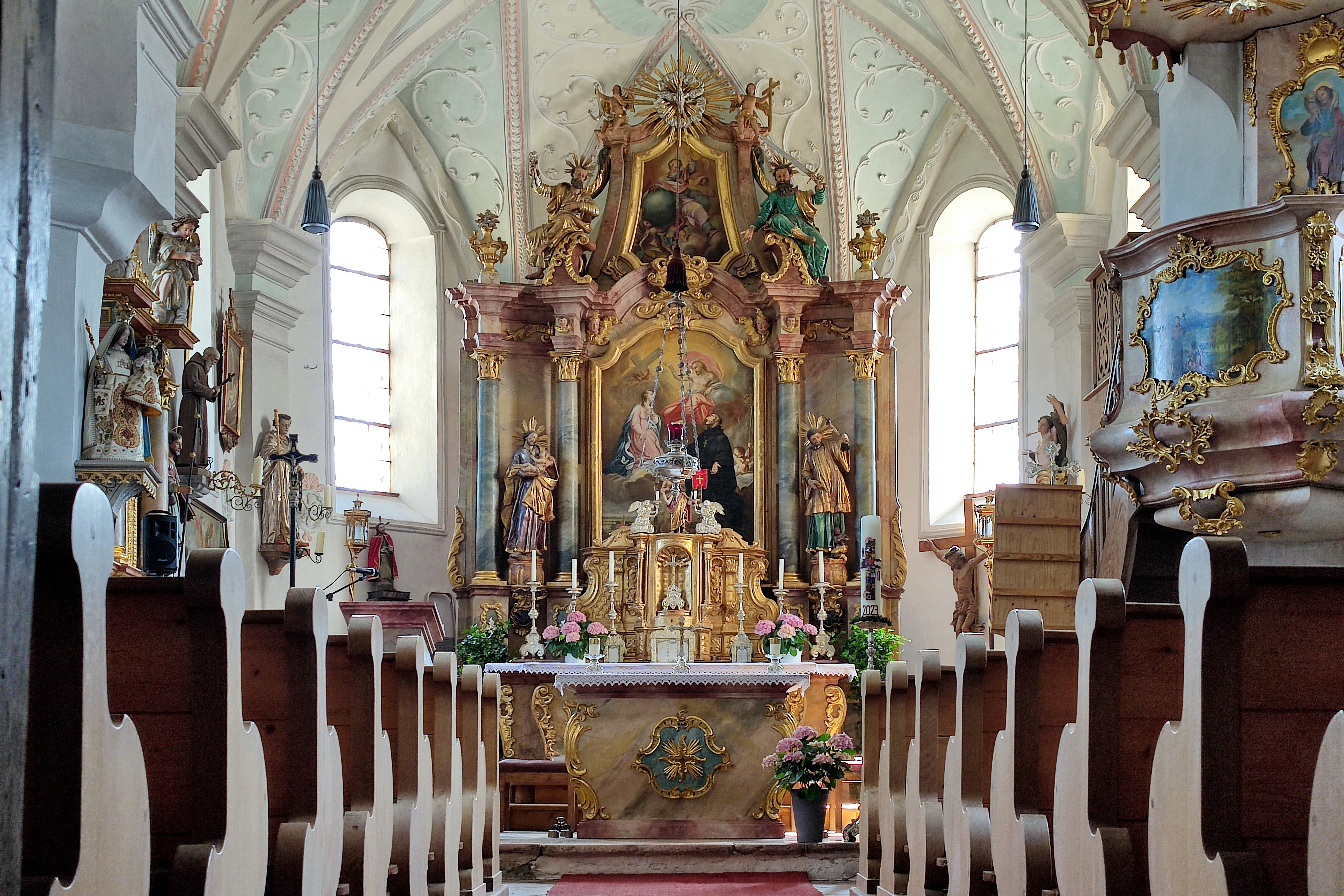
Blick zum Hochaltar

Die römisch-katholische Wallfahrtskirche St. Leonhard steht in Leonhardspfunzen, einem Gemeindeteil von Stephanskirchen im oberbayerischen Landkreis Rosenheim. Sie ist in der Liste der Baudenkmäler in Stephanskirchen unter der Nr. D-1-87-177-15 eingetragen. Die Kirche gehört zum Dekanat Rosenheim im Erzbistum München und Freising.

## Beschreibung
Die spätgotische Saalkirche mit im Kern romanischen Schiffswänden wurde 1733–36 barock umgestaltet. Sie besteht aus dem im Osten dreiseitig geschlossenen Langhaus zu drei Jochen, dem Kirchturm an der Südwand des Langhauses und einem Vorbau an der Fassade im Westen. Im obersten Geschoss des Kirchturms steht der Glockenstuhl. Zwischen den Giebeln, an denen die Zifferblätter der Turmuhr angebracht sind, erhebt sich ein spitzer Helm.
Der mit Stuck und Fresken verzierte Innenraum des Langhauses ist mit einem Stichkappengewölbe überspannt. Der 1762 gebaute Hochaltar wurde 1825 aus der profanierten Kapelle St. Michael in Rosenheim übertragen. Er wird von den Skulpturen des Josef von Nazaret und des Franz Xaver flankiert. Die 1895 von der Gebr. Sieber Orgelbau gebaute Orgel kam 1988 in die Kirche.